# Georg Wiebel
Georg Wiebel (* 6. April 1977 in Karlsruhe) ist ein ehemaliger deutscher Volleyball-Nationalspieler.

## Sportliche Erfolge
Seine größten Erfolge feierte Georg Wiebel beim belgischen Top-Klub Noliko Maaseik, mit dem er mehrfach belgischer Meister und Pokalsieger wurde.

## Privates
Georg Wiebel ist verheiratet und hat drei Kinder. Er spielt nach seiner Profikarriere beim Lokalverein TSB Ravensburg.